# 心臓病センター榊原病院
心臓病センター榊原病院（しんぞうびょうせんたー さかきばらびょういん）は、岡山県岡山市北区にある私立の心臓病専門病院。
心臓病専門病院でありながら、消化器や糖尿病内科など心臓病を引き起こす病気の治療も行なっている。
東京都にあるおなじ循環器系専門病院、榊原記念病院との関係であるが、榊原記念病院の創立者の榊原仟は、心臓病センター榊原病院の創立者の榊原亨の実弟にあたる。

## 診療科
- 心臓血管外科
- 循環器内科
- 糖尿病内科
- 消化器内科
- 消化器外科
- 人工透析内科
- 眼科
- 形成外科
- 外科
- 内科
- 放射線科
- 麻酔科
- リハビリテーション科

非常勤：
- 脳神経外科
- 整形外科
- 呼吸器内科

## 沿革
- 1932年 - 榊原亨が岡山市内山下水之手（現：岡山県庁）に榊原病院開設、世界初の心臓外傷手術に成功。
- 1941年 - 世界初の心臓鏡の開発。
- 1954年 - 岡山市丸の内2丁目（2代目位置）に移転。
- 1965年 - 医療法人社団十全会榊原十全病院に改組。
- 1972年 - 特定医療法人社団十全会榊原十全病院に改組。
- 1984年 - 心臓病センター榊原病院と名称変更。
- 2012年 - 岡山市北区中井町（現在位置）のクラボウ岡山工場跡地に新築移転。

## 周辺施設
- 岡山県道・兵庫県道96号岡山赤穂線
  - 岡北大橋
- 旭川 (岡山県)
- 天満屋ハピータウン岡北店
- 岡山市立御野小学校
- 山陽マルナカ中井町店
- ラ・ムータウン岡山中央店

## 交通アクセス
- JR西日本津山線法界院駅　徒歩11分、山陽本線最寄駅西川原駅　徒歩15分
- 岡電バス：岡山駅東口バスターミナル・天満屋バスステーションより妙善寺行き・三野行き・理大東門行き「榊原病院前」下車（榊原病院前を経由しない便は「御野校前」下車、徒歩5分）。
- 宇野バス：表町バスセンター・岡山駅東口バスターミナルより山陽団地行き・ネオポリス西9丁目行き・ネオポリス東6丁目行き・町苅田・仁堀・林野駅行き「御野校前」下車、徒歩5分。